# Udu-Ai (Berg)
Der Udu-Ai (Uduai) ist ein osttimoresischer Berg im Verwaltungsamt Bobonaro (Gemeinde Bobonaro). Er hat eine Höhe von 880 m und liegt im Nordwesten des Sucos Carabau, in der Aldeia Udu-Ai. Er wird von der Überlandstraße von Maliana nach Zumalai umrundet. Im Süden befindet sich das Dorf Tasibalu und im Nordwesten das Dorf Udu-Ai. Östlich fließt der Loumea am Berg vorbei.
Auf dem Berg befindet sich eine Sendeanlage der Telkomcel.